# Hospital Carney
El Hospital Carney es un hospital de enseñanza comunitario localizado en Dorchester (Boston, Massachusetts) afiliado con la Escuela de Medicina de la Universidad Tufts y con el Centro Médico de Nueva Inglaterra. El hospital tuvo sus comienzos en 1863 en el sur de Boston. Fue el primer hospital católico de Nueva Inglaterra. Entre sus primeros pacientes estuvieron algunos soldados de la guerra civil estadounidense (1861-1865). En 1892 un equipo de cirujanos del Hospital Carney realizó la primera cirugía abdominal en Boston. 

## Historia
El Hospital Carney fue establecido en 1863 en el sur de Boston por la Hermana Ann Alexis Shorb, miembro de las Hijas de la Caridad de San Vicente de Paul después de haber recibido 75,000 dólares de parte de Andrew Carney. El hospital de 40 camas fue el primer hospital católico en Nueva Inglaterra. En 1877, se estableció el primer departamento ambulatorio en Boston en dos casas adyacentes, seguido por la primera clínica especializada en la piel en Boston en 1891. La primera cirugía abdominal en los Estados Unidos fue realizada en este hospital por John Homans en 1882. En ese mismo año, la primera ooforectomía en Boston fue llevada a cabo en el hospital Carney por Henry I. Bowditch. La primera escuela católica de enfermería en Nueva Inglaterra abrió sus puertas en 1892.
En 1920, el hospital introdujo sus programas de entrenamiento de residencia. En 1950, la primera operación plástica de cadera en los Estados Unidos fue realizada por el dr. W. R. MacAusland en el Hospital Carney. En 1953, el hospital se mudó del sur de Boston a su localización actual en Dorchester. El hospital se convirtió en uno de los primeros en los Estados Unidos en establecer centros de salud comunitarios en 1973. Al año siguiente, el Hospital Carney proveyó el primer tejado para helicópteros para emergencias médicas en Massachusetts. El hospital celebró 125 años de servicio en 1988. Después de varios meses de deliberaciones, en 1977 el hospital se convirtió en miembro de Caritas Christi Health Care, el segundo más grande sistema de salud en Nueva Inglaterra y fue bautizado como "Caritas Carney Hospital".

## Instalaciones
Caritas Carney Hospital cuenta con 197 camas. Sus servicios incluyen medicina de cuidado primario. un amplio rango de especialidades y subespecialidades quirúrgicas, psiquiatría ambulatoria y no ambulatoria, medicina de emergencia, cuidado intensivo, pediatría, cardiología, neurología, cirugía ambulatoria y servicio de cuidado rehabilitacional. El actual Programa de Residencia de Medicina Interna está afiliado con la Escuela de Medicina de la Universidad Tufts.
A principios de 2011, debido a las consecuencias de la crisis financiera, el Programa de Residencia fue cancelado y se advirtió que algunos servicios reducirían sus efectivos.